# Clusia moaensis
Clusia moaensis är en tvåhjärtbladig växtart som beskrevs av Attila L. Borhidi och O. Muniz. Clusia moaensis ingår i släktet Clusia och familjen Clusiaceae. Inga underarter finns listade i Catalogue of Life.